# Estadio Tecnológico
L'Estadio Tecnológico est un stade mexicain situé à Monterrey. Il est la propriété de l'Instituto Tecnológico y de Estudios Superiores de Monterrey et le stade de domiciliation de son équipe de football américain : Borregos Salvajes.
Le club de football CF Monterrey louait le stade et y jouait ses matchs à domicile jusqu'à 2015 et son départ pour le nouveau stade BBVA Bancomer.

## Histoire
Le stade fut inauguré le 17 juillet 1950 en présence du président mexicain Miguel Alemán Valdés. À l'origine, il pouvait contenir 19 000 personnes, mais il fut agrandi en 1965 et compte aujourd'hui 36 485 sièges. Le stade a accueilli des matchs de la Coupe du monde de football de 1986.

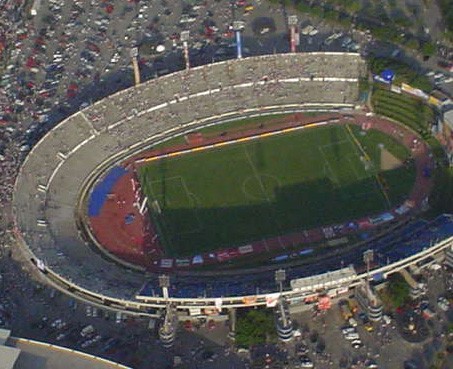
vue aérienne

Le 12 février 2006, le groupe de rock U2 se produit au stade Tecnológico lors du quatrième concert du Vertigo Tour, devant une foule de 42 000 personnes.